# فانی گائوتیر
فانی گائوتیر (اسپانیایی: Fanny Gautier‎؛ زادهٔ ۲۱ نوامبر ۱۹۷۰) بازیگر اهل اسپانیا است.
از فیلم‌ها یا برنامه‌های تلویزیونی که وی در آن نقش داشته‌است، می‌توان به برج سوسو، چشمانت را باز کن و یک گام به پیش اشاره کرد.